# Dayton (Iowa)
Dayton è un comune degli Stati Uniti d'America, situato nello Stato dell'Iowa, nella contea di Webster.